# 13184 Augeias
13184 Augeias eller 1996 TS49 är en trojansk asteroid i Jupiters lagrangepunkt L4. Den upptäcktes 4 oktober 1996 av den belgiske astronomen Eric W. Elst vid La Silla-observatoriet. Den är uppkallad efter Augeas i den grekiska mytologin.
Asteroiden har en diameter på ungefär 34 kilometer.